# Piscina comunale di Saint-Josse-ten-Noode
La piscina comunale di Saint-Josse-ten-Noode è un impianto natatorio situato nel comune di Saint-Josse-ten-Noode, nella Regione di Bruxelles-Capitale, in Belgio. Costruita nei primi decenni del XX secolo, rappresenta un esempio significativo di architettura Art Déco applicata a edifici pubblici.

## Storia
L'edificio fu inaugurato nel 1933, in un periodo in cui molte città europee investivano nella costruzione di piscine pubbliche per promuovere l'igiene e il benessere fisico. Il progetto rispondeva alla crescente necessità di infrastrutture sportive accessibili per la popolazione di Saint-Josse-ten-Noode, uno dei comuni più densamente popolati di Bruxelles.
Nel corso degli anni, la piscina ha subito diverse ristrutturazioni per migliorare la sicurezza e il comfort degli utenti, mantenendo intatti gli elementi architettonici originali. Tra gli interventi più significativi si annoverano il restauro degli interni, la modernizzazione degli impianti tecnici e il miglioramento dell’accessibilità.

## Architettura
La Piscina comunale di Saint-Josse-ten-Noode è un esempio rappresentativo dello stile Art Déco, caratterizzato da:
- Linee geometriche essenziali e decorazioni stilizzate, tipiche del movimento degli anni ’30[1].
- Vetrate e piastrellature decorative, che conferiscono luminosità agli ambienti[3].
- Elementi in ferro battuto e ceramiche smaltate, materiali caratteristici delle piscine costruite in Belgio e Francia in quell’epoca[2].
- Facciata sobria ed elegante, con volumi equilibrati e decorazioni minimali, in linea con l’estetica funzionale dell’epoca[1].

L'organizzazione degli spazi riflette l'approccio razionale dell'Art Déco, progettato per massimizzare la fruibilità e il comfort dei nuotatori.

## Riconoscimento e tutela
Pur non essendo ufficialmente classificata come monumento protetto, la piscina è considerata un'importante testimonianza del patrimonio architettonico di Saint-Josse-ten-Noode. Le autorità locali ne seguono la conservazione per preservarne le caratteristiche storiche e architettoniche.